# マッドネス
マッドネス (Madness)は、イギリスのポピュラーバンド、ネオ・スカバンド。

## 歴史
1976年、ロンドンにてマイク・バーソン（キーボード、ボーカル）とクリス･フォアマン（ギター）とリー・トンプソン（サックス、ボーカル）の3人が「ザ・ノース・ロンドン・インヴェーダーズ (The North London Invaders)」を結成。1978年、グラハム・マクファーソンとマーク・ベドフォードとダニエル・ウッドゲートが加わって「ザ・ノース・ロンドン・インヴェーダーズ・アンド・モーリス・アンド・ザ・マイナーズ (The North London Invaders and Morris and the Minors)」と名乗って活動した後、名前を「マッドネス」に改名した。
マッドネスとして1979年にアルバム『ワン・ステップ・ビヨンド』をスティッフ・レコードから発表。サックスを含んだ斬新なネオ・スカ・サウンドが話題になった。1980年初め（1979年末とも）、カサル・スミスが加入する。1982年にはシングル「アワ・ハウス」を発売し、同曲が1983年に全米チャートでもヒットしたことで、アメリカ進出に成功した。1984年、マイク・バーソンが脱退し、アムステルダムに移住する。その2年後の1986年、解散してしまう。
1988年に、マクファーソン、スミス、フォアマンとトンプソンの4人が「ザ・マッドネス (The Madness)」という名称で活動を再開し、アルバムを1枚リリースしている。
1992年、オリジナル・メンバー7人で再結成。バンド名は再び冠詞の取れた「マッドネス (Madness)」になって現在に至る。その後、ロンドン・オリンピックの式典に参加し、「アワ・ハウス」を演奏した。

## メンバー
- グラハム・マクファーソン (Graham McPherson 愛称：Suggs、1961年1月13日- ) - ボーカル
- カサル・スミス (Cathal Smyth 愛称：Chas Smash、1959年1月14日- ) - トランペット、ボーカル
- マイク・バーソン (Mike Barson 愛称：Monsieur Barso、1958年5月21日- ) - キーボード
- クリス・フォアマン (Chris Foreman 愛称：Chrissy Boy、1956年8月8日- ) - ギター
- リー・トンプソン (Lee Jay Thompson 愛称：Kix または El Thommo、1957年10月5日- ) - サックス
- マーク・ベドフォード (Mark William Bedford 愛称：Bedders、1961年9月24日- ) - ベース
- ダニエル・ウッドゲート (Daniel Mark Woodgate 愛称：Woody、1960年10月19日- ) - ドラムス

## ディスコグラフィ

### スタジオ・アルバム
- 『ワン・ステップ・ビヨンド』 - One Step Beyond... (1979年、Stiff SEEZ17)
- 『アブソルートリー』 - Absolutely (1980年、Stiff SEEZ29) ※旧邦題『独裁宣言』
- 『セヴン』 - 7 (1981年、Stiff SEEZ39)
- 『ザ・ライズ・アンド・フォール』 - The Rise & Fall (1982年、Stiff SEEZ46)
- 『キープ・ムーヴィング』 - Keep Moving (1984年、Stiff SEEZ53)
- 『マッド・ノット・マッド』 - Mad Not Mad (1985年、Zarjazz JZLP1) ※移籍後、最初のアルバム
- 『来たるべき復活!』 - The Madness (1988年、Virgin CDV2507) ※THE MADNESS名義
- 『ワンダフル』 - Wonderful (1999年、Virgin CDV2889) ※結成20周年、15年ぶりのスタジオ録音盤
- 『デインジャーメン・セッションVol.1』 - The Dangermen Sessions Vol. 1 (2005年、V2)
- The Liberty of Norton Folgate (2009年)
- 『ウィ・ウィ・シー・シー・ヤー・ヤー・ダー・ダー』 - Oui Oui Si Si Ja Ja Da Da (2012年)
- Can't Touch Us Now (2016年)
- Theatre of the Absurd Presents C'est la Vie (2023年)

### ライブ・アルバム
- Dance Craze (1981年)
- 『マッドストック - マッドネス・ライヴ'92』 - Madstock! (1992年、Go! Discs 828 367-2)
- 『ユニヴァーサル・マッドネス』 - Universal Madness (1999年)
- Madness Live: To the Edge of the Universe and Beyond (2006年) ※「The Mail on Sunday」紙の付録

### シングル
- 「シティ・イン・シティ」 - "In The City" (1981年)
- 「グレイ・デイ」 - "Grey Day" (1981年)
- 「シャット・アップ」 - "Shut Up" (1981年)
- 「ドライビング・イン・マイ・カー」 - "Driving in My Car" (1982年)
- 「アワ・ハウス」 - "Our House" (1982年) ※ビルボード7位 他